# Initiative polonaise

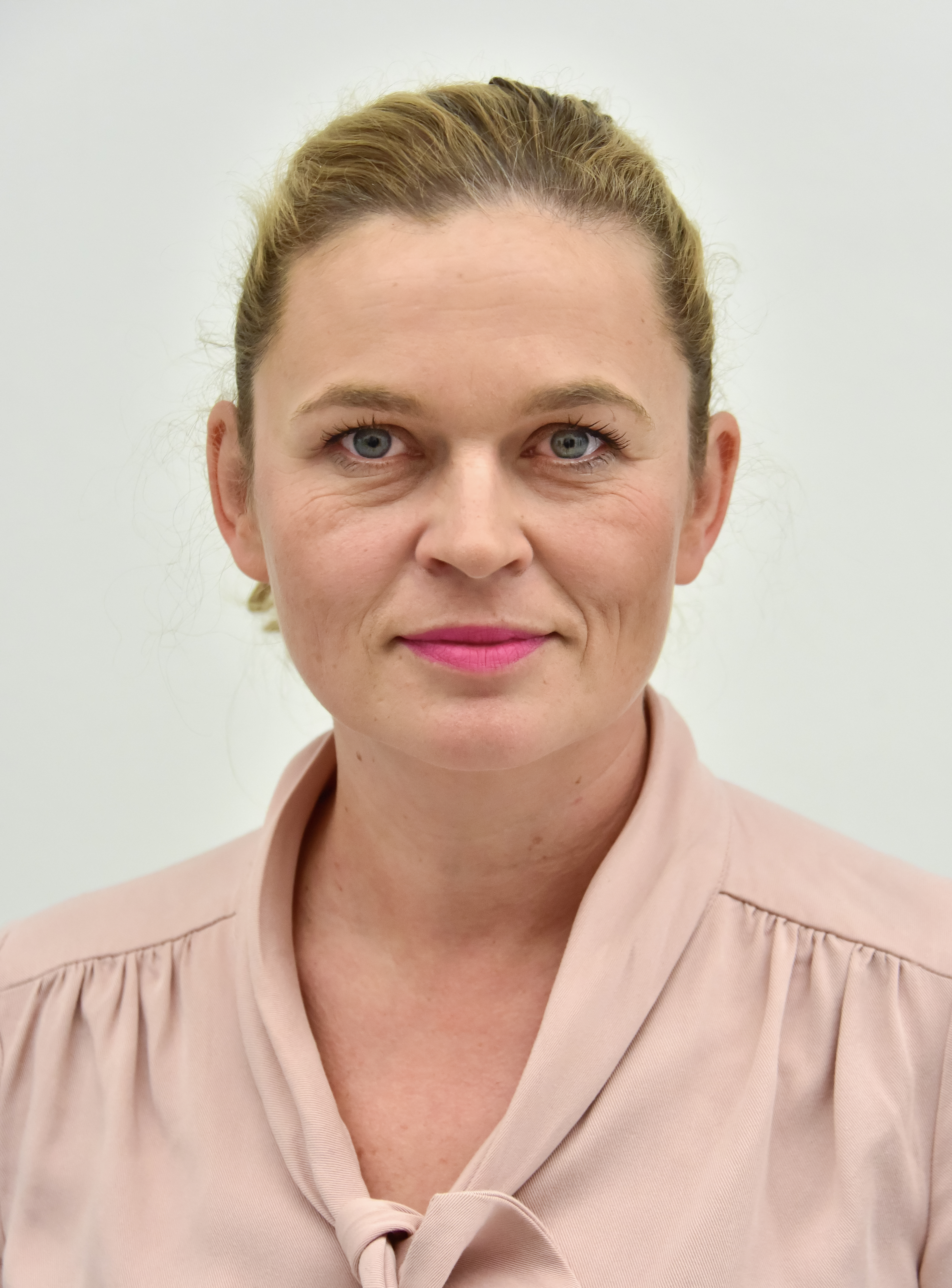
Barbara Nowacka, présidente du mouvement, à la Diète en 2019

Initiative polonaise (iPL), (en polonais : Inicjatywa Polska), est un mouvement fondé en 2016 en tant qu'association et transformé en 2019 en parti politique. Il a été créé à l'initiative de Barbara Nowacka, qui en est la présidente. 
Trois députés élus à la Diète lors des élections législatives de 2023 dans le cadre de la Coalition civique l'ont été avec son soutien.

## Historique
L'association Inicjatywa Polska a été fondée le 20 février 2016 en réaction au retour au pouvoir de Droit et justice par Barbara Nowacka, alors coprésidente du parti Twój Ruch (qu'elle quitte en 2017), avec d'autres militants de Twój Ruch, des Blancs et Rouges (pl), de l'Alliance de la gauche démocratique et des personnes sans appartenance partisane.
Ses premiers engagements accompagnent des revendications féministes notamment l'accès à la contraception et à l'avortement légal sous l'intitulé « Ratujmy kobiety » (Sauvons les femmes). De plus, l'association lance également le projet « Les enfants sans tickets », revendiquant la gratuité des transports pour les élèves du primaire.
Dans la perspective des élections municipales et territoriales de 2018, elle rejoint la Coalition civique créée par la Plate-forme civique et .Nowoczeszna faisant élire Dariusz Joński (pl) dans la région de Łódz et Artur Nycz en Poméranie occidentale. 
Lors des élections au Parlement européen de mai 2019, iPL apporte son soutien à la Coalition européenne (pl) constituée par les partis d'opposition du centre et de la gauche contre Droit et justice.
Pour les  élections générales d'octobre 2019, iPL participe activement à la Coalition civique (KO) dont elle constitue l'aile gauche et laïque et compte plusieurs de ses représentants - membres ou proches - sur les listes à la Diète. En plus de sa dirigeante Barbara Nowacka (tête de liste dans la région de Gdynia-Słupsk), ils comprenaient, entre autres le sénateur sortant et ancien chef du SLD Grzegorz Napieralski ainsi que les anciens députés Katarzyna Piekarska (pl), l'ancien porte-parole du SLD Dariusz Joński et Piotr Bauć (pl) membre de Twój Ruch. Barbara Nowacka, Dariusz Joński et des non-membres du parti iPL Grzegorz Napieralski et Katarzyna Piekarska sont élus au titre de l'iPL. D'autres députés issus de la gauche comme Eugeniusz Czykwin (pl) et Riad Haidar (pl) sont élus sur les listes de la Coalition civique. Barbara Nowacka est élue vice-présidente du groupe parlementaire KO de la Diète.
iPL coopère également avec d'autres petits partis de type social-démocrate comme l'Union du travail (UP), la Social-démocratie de Pologne (SdPL) ou Wolność i Równość (pl) (WiR).
Pour l'élection présidentielle de 2020, iPL soutient successivement comme l'ensemble de la Coalition civique les candidats de la  Plate-forme civique, Małgorzata Kidawa-Błońska (scrutin prévu en mai annulé du fait de la pandémie de Covid-19) puis en juin Rafał Trzaskowski.

## Programme
Le mouvement lutte contre toutes les inégalités et discriminations et soutient les politiques sociales qui empêchent l'exclusion et les inégalités. Il est partisan de la décentralisation et de l'augmentation des pouvoirs des collectivités locales. Il met dans ses priorités l'amélioration et l'accessibilité à tous du système de santé et l'égalité des chances pour tous les élèves et les étudiants. Il revendique l'accès de tous les citoyens à l'information, à l'assistance juridique et à la justice. Il prône une forte intégration au sein de l'Union européenne. Il met l'accent sur la culture et l'éducation. 
iPL promeut particulièrement l'égalité réelle des droits entre hommes et femmes, revendique la laïcité de l'État et la non-ingérence des représentants des cultes.

## Présidents
- Barbara Nowacka : depuis juin 2019

### Direction et élus nationaux
- Présidente : Barbara Nowacka.
- Secrétaire général : Tomasz Sybilski.
- Trésorière : Katarzyna Osowiecka.

Parlementaires
- Dariusz Joński
- Grzegorz Napieralski (apparenté)
- Barbara Nowacka (vice-présidente du groupe parlementaire)
- Katarzyna Piekarska (apparentée)

## Résultats électoraux

### Élections parlementaires
| Année | Diète                           | Diète                           | Diète   | Sénat   | Rang | Gouvernement |
| Année | Voix                            | %                               | Mandats | Mandats | Rang | Gouvernement |
| ----- | ------------------------------- | ------------------------------- | ------- | ------- | ---- | ------------ |
| 2019  | Au sein de la Coalition civique | Au sein de la Coalition civique | 4 / 460 | 0 / 100 | 2e   | Opposition   |
| 2023  | Au sein de la Coalition civique | Au sein de la Coalition civique | 3 / 460 | 0 / 100 | 2e   | Tusk III     |